# Xiphorhynchus aequatorialis
El trepatroncos manchado sureño (Xiphorhynchus aequatorialis) es una especie —o el grupo de  subespecies Xiphorhynchus erythropygius aequatorialis, dependiendo de la clasificación considerada— de ave paseriforme de la familia Furnariidae, perteneciente al numeroso género Xiphorhynchus. Es nativa de América Central y del noroeste de América del Sur. 

## Distribución y hábitat
Se distribuye desde el sureste de Nicaragua, hacia el sureste, por Costa Rica, Panamá, hacia el sur por el oeste de Colombia, hasta el suroeste de Ecuador.
Su hábitat natural es el sotobosque y el estrato medio de selvas húmedas, tanto montanas como de tierras bajas, incluyendo selvas con árboles altos de tierras bajas tropicales.

## Sistemática

### Descripción original
La especie X. aequatorialis fue descrita por primera vez por los ornitólogos alemán Hans von Berlepsch y polaco Władysław Taczanowski en 1884 bajo el nombre científico de subespecie Dendrornis erythropygia aequatorialis; la localidad tipo es: «Chimbo, Ecuador».

### Etimología
El nombre genérico masculino «Xiphorhynchus» se compone de las palabras del griego «ξιφος xiphos» que significa ‘espada’, y «ῥυγχος rhunkhos» que significa ‘pico’; y el nombre de la especie «aequatorialis», se refiere al país de la localidad tipo, Ecuador.

### Taxonomía
La presente especie es tratada como el grupo de subespecies X. erythropygius aequatorialis del trepatroncos manchado (Xiphorhynchus erythropygius), por las principales clasificaciones, pero es reconocida como especie separada por Aves del Mundo (HBW) y Birdlife International (BLI) con base en diferencias morfológicas y de vocalización. El Comité de Clasificación de Sudamérica (SACC), en la Propuesta No 964 rechazó la elevación a especie, a pesar de reconocer como bastante probable que el complejo X. erythropygius se trate de más de una especie, tal vez tres (con el grupo punctigula/insolitus), debido a la falta de datos conclusivos de vocalización y genéticos.
La principales razones apuntadas por HBW para justificar la separación son: el estriado del manto y del dorso mucho menos obvio, menos con formato de lágrima (frecuentemente mínimo), la cola de color castaño oscuro, el moteado pálido de las partes inferiores ligeramente menos denso; y el canto, con la frecuencia máxima de los silbidos, que son arrastrados crecientes y no decrecientes, después del primer silbido.
El par formado por la presente y X. erythropygius está hermanado con Xiphorhynchus triangularis, y algunas veces han sido consideradas conespecíficas, pero el tratamiento como especies separadas es soportado por evidencias genéticas, vocalizaciones diferentes y aparente ausencia de intergradación.

### Subespecies
Según HBW se reconocen las siguientes tres subespecies, con su correspondiente distribución geográfica:
- Xiphorhynchus aequatorialis punctigula (Ridgway, 1889) – sureste de Nicaragua hacia el sur hasta el centro de Panamá (al este hasta Veraguas).
- Xiphorhynchus aequatorialis insolitus Ridgway, 1909 – centro y este de Panamá (al oeste hasta la Zona del canal) y noroeste de Colombia (hacia el sur a lo largo de la costa hasta el norte de Chocó, también en el bajo valle del Cauca en el centro de Antioquia, y en el medio valle del Magdalena hasta el norte de Caldas; también en la Serranía de San Lucas en Bolívar).
- Xiphorhynchus aequatorialis aequatorialis (Berlepsch & Taczanowski, 1884) – pendiente del Pacífico de los Andes occidentales desde el oeste de Colombia (al sur desde el centro de Chocó, también en el alto valle del Atrato) hacial el sur hasta el suroeste de Ecuador (al sur hasta el oeste de Loja).